# Leichtathletik-Weltmeisterschaften 2022/Teilnehmer (Athlete Refugee Team)
| Gelbes Symbol für Goldmedaillen mit stilisierten Olympischen Ringen | Graues Symbol für Silbermedaillen mit stilisierten Olympischen Ringen | Braundes Symbol für Bronzemedaillen mit stilisierten Olympischen Ringen |
| ------------------------------------------------------------------- | --------------------------------------------------------------------- | ----------------------------------------------------------------------- |
| –                                                                   | –                                                                     | –                                                                       |

Für das Athlete Refugee Team (Flüchtlingsteam) nahmen vier Athletinnen und Athleten an den Leichtathletik-Weltmeisterschaften 2022 in Eugene teil.

## Ergebnisse

### Männer

#### Laufdisziplinen
| Dorian Keletela               | 100 m  | 10,48 s | 5 | 10,52 s | 47 | DNQ          | DNQ | –   | –   | – | – |
| Jamal Abdelmaji Eisa Mohammed | 5000 m |         |   |         |    | 14:02,79 min | 36  | DNQ | DNQ |   |   |

### Frauen

#### Laufdisziplinen
| Athletin                | Disziplin | Vorlauf     | Vorlauf | Halbfinale | Halbfinale | Finale | Finale |
| Athletin                | Disziplin | Zeit        | Platz   | Zeit       | Platz      | Zeit   | Platz  |
| ----------------------- | --------- | ----------- | ------- | ---------- | ---------- | ------ | ------ |
| Atalena Napule Gaspore  | 800 m     | DNS         | DNS     | –          | –          | –      | –      |
| Anjelina Nadai Lohalith | 1500 m    | 4:23,84 min | 42      | DNQ        | DNQ        | –      | –      |